# تپه‌های حسن‌آباد
تپه‌های حسن‌آباد مربوط به دوران پیش از تاریخ ایران باستان - دوران‌های تاریخی پس از اسلام است و در ۱۲ فرسنگی اقلید بعد از آسپاس واقع شده و این اثر در تاریخ ۲۸ تیر ۱۳۵۵ با شمارهٔ ثبت ۱۲۶۰ به‌عنوان یکی از آثار ملی ایران به ثبت رسیده است.